# Luxor Hotel
El Luxor Hotel és un hotel i casino al strip de Las Vegas a Paradise (Nevada). Fou un dels primers mega-resorts completament al·lusiu a un tema. Les excavacions a Luxor començaren el 1991, el mateix any en què començà el Treasure Island i l'actual MGM Grand. El seu tema és de l'antic Egipte i conté un total de 4.408 habitacions, totes ordenades al seu interior com una piràmide balmada i amb dues torres ziggurat bessones que foren construïdes després. L'hotel té el nom de la ciutat Luxor (antiga Tebes) a Egipte, el lloc de la Vall dels Reis, Karnak i el Temple de Luxor, i altres monuments faraònics — però no piràmides.
El Luxor és cap al sud i final de Las Vegas Strip, davant de l'Aeroport Internacional McCarran. L'hotel està envoltat pel Mandalay Bay al sud i per l'Excalibur al nord; els tres estan connectats per monorail i tramvies locals. Les tres propietats van ser construïdes per Circus Circus Enterprises, que després es va convertir en Mandalay Resort Group.
Quan es va inaugurar el 15 d'octubre de 1993, la piràmide va ser l'edifici més alt del strip, i es van gastar $ 375 milions en la construcció. Un teatre i dues torres addicionals amb 2.000 habitacions van ser agregades el 1998 per 675 $ milions.El juny de 2004, el Mandalay Resort Group va ser comprat per MGM Mirage, agregant aquest hotel com un dels millors del "Strip". Aquest casino apareix en el joc Grand Thef Auto: San Andreas, en el strip de Les Ventures, com el casino The Camel's Toe. A més és esmentat diverses vegades a Las Vegas (NBC).
En l'actualitat a l'hotel hi resideix Criss Angel Un il·lusionista i escapista reconegut que té el seu propi espectacle al Cirque du Soleil. Per una altra banda també té un espectacle el famós comediant Scott Thompson (carrot top) que no resideix al Luxor Hotel però té el seu propi espectacle.